# Alexis Ponnet
Alexis Ponnet (Brüsszel, 1939. március 9. –) belga nemzetközi labdarúgó-játékvezető. Polgári foglalkozása egy nyomda kereskedelmi igazgatója.

## Pályafutása

### Nemzeti játékvezetés
Játékvezetésből 1961-ben Brüsszelben vizsgázott. Vizsgáját követően a Brüsszeli Labdarúgó-szövetség által üzemeltetett labdarúgó bajnokságokban kezdte sportszolgálatát. A Belga Labdarúgó-szövetség Játékvezető Bizottságának (JB) minősítésével a  EXQI League, majd 1972-től a Jupiler League játékvezetője. A küldési gyakorlat szerint rendszeres partbírói szolgálatot is végzett. A nemzeti játékvezetéstől 1989-ben búcsúzott.

### Nemzetközi játékvezetés
A Belga labdarúgó-szövetség JB terjesztette fel nemzetközi játékvezetőnek, a Nemzetközi Labdarúgó-szövetség (FIFA) 1975-től tartotta nyilván bírói keretében. A FIFA JB központi nyelvei közül az angolt, a franciát és a németet is beszéli. Több nemzetközi válogatott, valamint UEFA-kupa, Kupagyőztesek Európa-kupája és Bajnokcsapatok Európa-kupája klubmérkőzést vezetett, vagy működő társának partbíróként segített. A belga nemzetközi játékvezetők rangsorában, a világbajnokság-Európa-bajnokság sorrendjében  a 2. helyet foglalja el 19 találkozó szolgálatával. Az UEFA által szervezett labdarúgó kupasorozatokban összesen 47 mérkőzést vezetett, amivel a 23. helyen áll. A FIFA JB 45. éves korhatárának elérésével 1989-ben vonult vissza. A  nemzetközi játékvezetéstől 1989-ben búcsúzott. Válogatott mérkőzéseinek száma: 23.

#### Labdarúgó-világbajnokság
Az 1978-as labdarúgó-világbajnokságon, az 1982-es labdarúgó-világbajnokságon és az 1986-os labdarúgó-világbajnokságon a FIFA JB játékvezetőként alkalmazta. Világbajnokságon vezetett mérkőzéseinek száma: 3 + 3 (partbíró). Selejtező mérkőzéseket az UEFA és az AFC/OFC zónákban vezetett. A FIFA JB elvárása szerint, ha nem vezetett, akkor partbíróként tevékenykedett. 1982-ben 2 csoportmérkőzésen 2. számú besorolást, 1986-ban egy csoportmérkőzésen egyes számú besorolást kapott. Az egyes számú partbíró játékvezetői sérülés esetén továbbvezethette a találkozót. Világbajnokságon vezetett mérkőzéseinek száma: 3 + 3 (partbíró).

##### 1978-as labdarúgó-világbajnokság
| Időpont           | Helyszín                   | Mérkőzés típusa   | Mérkőzés            | Eredmény | Nézők száma |
| ----------------- | -------------------------- | ----------------- | ------------------- | -------- | ----------- |
| 1977. október 30. | Központi Stadion, Hongkong | AFC/OFC zónadöntő | Hongkong–Ausztrália | 2 – 5    |             |

##### 1982-es labdarúgó-világbajnokság

###### Selejtező mérkőzés
| Időpont            | Helyszín                       | Mérkőzés típusa                | Mérkőzés                  | Eredmény | Nézők száma |
| ------------------ | ------------------------------ | ------------------------------ | ------------------------- | -------- | ----------- |
| 1981. november 12. | Központi Stadion, Kuala Lumpur | Ázsia (AFC)/Óceánia (OFC) zóna | Szaúd-Arábia–Kína         | 2 – 4    |             |
| 1980. október 15.  | Windsor Park, Belfast          | előselejtező (6. csoport)      | Észak-Írország–Svédország | 3 – 0    | 20 000      |
| 1981. május 13.    | Népstadion, Budapest           | előselejtező (4. csoport)      | Magyarország–Románia      | 1 – 0    | 60 000      |
| 1981. október 14.  | Práter Stadion, Bécs           | előselejtező (1. csoport)      | Ausztria–NSZK             | 1 – 3    | 72 000      |

###### Világbajnoki mérkőzés
| Időpont          | Helyszín                          | Mérkőzés típusa              | Mérkőzés              | Eredmény | Nézők száma |
| ---------------- | --------------------------------- | ---------------------------- | --------------------- | -------- | ----------- |
| 1982. június 19. | Riazor Stadion, A Coruña          | csoportmérkőzés (A. csoport) | Kamerun–Lengyelország | 0 – 0    | 19 000      |
| 1982. július 5.  | Santiago Bernabéu stadion, Madrid | csoportmérkőzés (B. csoport) | Spanyolország–Anglia  | 0 – 0    | 75 000      |

##### 1986-os labdarúgó-világbajnokság

###### Selejtező mérkőzés
| Időpont              | Helyszín                      | Mérkőzés típusa           | Mérkőzés                                                | Eredmény | Nézők száma |
| -------------------- | ----------------------------- | ------------------------- | ------------------------------------------------------- | -------- | ----------- |
| 1984. szeptember 12. | Windsor Park, Belfast         | előselejtező (3. csoport) | Északír labdarúgó-válogatott–Román labdarúgó-válogatott | 3 – 2    | 17 269      |
| 1985. március 27.    | Hampden Park Stadion, Glasgow | előselejtező (7. csoport) | Skócia–Wales                                            | 0 – 1    | 62 444      |
| 1985. november 16.   | Princes Park Stadion, Párizs  | előselejtező (4. csoport) | Franciaország–Jugoszlávia                               | 2 – 0    | 45 670      |

###### Világbajnoki mérkőzés
| Időpont          | Helyszín                          | Mérkőzés típusa              | Mérkőzés   | Eredmény | Nézők száma |
| ---------------- | --------------------------------- | ---------------------------- | ---------- | -------- | ----------- |
| 1986. június 13. | La Corregidora Stadion, Queretaro | csoportmérkőzés (E. csoport) | Dánia–NSZK | 2 – 0    | 36 000      |

#### Labdarúgó-Európa-bajnokság
Az 1980-as labdarúgó-Európa-bajnokságon, az 1984-es labdarúgó-Európa-bajnokságon és az 1988-as labdarúgó-Európa-bajnokságon az UEFA JB játékvezetőként foglalkoztatta.

##### 1980-as labdarúgó-Európa-bajnokság
| Időpont           | Helyszín              | Mérkőzés típusa           | Mérkőzés                                                | Eredmény | Nézők száma |
| ----------------- | --------------------- | ------------------------- | ------------------------------------------------------- | -------- | ----------- |
| 1979. október 17. | Windsor Park, Belfast | előselejtező (1. csoport) | Északír labdarúgó-válogatott–Angol labdarúgó-válogatott | 1 – 5    | 17 755      |

##### 1984-es labdarúgó-Európa-bajnokság

###### Selejtező mérkőzés
| Időpont              | Helyszín                      | Mérkőzés típusa           | Mérkőzés                                                   | Eredmény | Nézők száma |
| -------------------- | ----------------------------- | ------------------------- | ---------------------------------------------------------- | -------- | ----------- |
| 1982. december 15.   | Pod Goricom Stadion, Titograd | előselejtező (4. csoport) | Jugoszláv labdarúgó-válogatott–Walesi labdarúgó-válogatott | 4 – 4    | 17 000      |
| 1983. május 15.      | Augustus 23 Stadion, Bukarest | előselejtező (5. csoport) | Román labdarúgó-válogatott–Csehszlovákia                   | 0 – 1    | 50 000      |
| 1983. szeptember 21. | Wembley Stadion, London       | előselejtező (3. csoport) | Angol labdarúgó-válogatott–Dán labdarúgó-válogatott        | 0 – 1    | 79 323      |

###### Európa-bajnoki mérkőzés
| Időpont          | Helyszín                                 | Mérkőzés típusa              | Mérkőzés                                                | Eredmény | Nézők száma |
| ---------------- | ---------------------------------------- | ---------------------------- | ------------------------------------------------------- | -------- | ----------- |
| 1984. június 14. | Geoffroy Guichard Stadion, Saint-Étienne | csoportmérkőzés (B. csoport) | Román labdarúgó-válogatott–Spanyol labdarúgó-válogatott | 1 – 1    | 17 012      |

##### 1988-as labdarúgó-Európa-bajnokság

###### Selejtező mérkőzés
| Időpont            | Helyszín                 | Mérkőzés típusa           | Mérkőzés                                                  | Eredmény | Nézők száma |
| ------------------ | ------------------------ | ------------------------- | --------------------------------------------------------- | -------- | ----------- |
| 1986. november 12. | Tehelne Stadion, Pozsony | előselejtező (6. csoport) | Csehszlovák labdarúgó-válogatott–Dán labdarúgó-válogatott | 0 – 0    | 48 500      |
| 1987. április 29.  | Steaua Stadion, Bukarest | előselejtező (1. csoport) | Román labdarúgó-válogatott–Spanyol labdarúgó-válogatott   | 3 – 1    | 30 000      |

###### Európa-bajnoki mérkőzés
| Időpont          | Helyszín                  | Mérkőzés típusa | Mérkőzés                | Eredmény | Nézők száma |
| ---------------- | ------------------------- | --------------- | ----------------------- | -------- | ----------- |
| 1988. június 22. | Neckar Stadion, Stuttgart | egyik elődöntő  | Olaszország–Szovjetunió | 2 – 0    | 70 705      |

#### Nemzetközi kupamérkőzések
Vezetett kupadöntők száma: 5.

##### UEFA-kupa
| Időpont         | Helyszín                          | Mérkőzés típusa    | Mérkőzés                                     | Eredmény | Nézők száma |
| --------------- | --------------------------------- | ------------------ | -------------------------------------------- | -------- | ----------- |
| 1980. május 21. | Wald Stadion, Frankfurt am Main   | döntő 2. találkozó | Eintracht Frankfurt–Borussia Mönchengladbach | 1 – 0    | 59 000      |
| 1985. május 22. | Santiago Bernabéu Stadion, Madrid | döntő 2. találkozó | Real Madrid CF–Videoton FC                   | 0 – 1    | 90 000      |

##### Bajnokcsapatok Európa-kupája
A 33. játékvezető – a 4. belga – aki BEK döntőt vezetett.
| Időpont         | Helyszín             | Mérkőzés típusa | Mérkőzés                | Eredmény | Nézők száma |
| --------------- | -------------------- | --------------- | ----------------------- | -------- | ----------- |
| 1987. május 27. | Prater Stadion, Bécs | döntő           | Porto–FC Bayern München | 2 – 1    | 62 000      |

##### UEFA-szuperkupa
| Időpont            | Helyszín                       | Mérkőzés típusa     | Mérkőzés                         | Eredmény | Nézők száma |
| ------------------ | ------------------------------ | ------------------- | -------------------------------- | -------- | ----------- |
| 1980. november 25. | Központi Stadion, Nottingham   | döntő első mérkőzés | Nottingham Forest FC–Valencia CF | 2 – 1    |             |
| 1982. január 26.   | Villa Park Stadion, Birmingham | döntő 2. mérkőzés   | Aston Villa FC–FC Barcelona      | 3 – 0    | 31 570      |

## Szakmai sikerek
- az IFFHS (International Federation of Football History & Statistics) értékelése szerint 1987-ben 2., 1988-ban 3., 1989-ben 5. besorolást kapott.
- az IFFHS 1987/2008 évadban tartott nemzetközi szavazásán 80 játékvezető besorolásával minden idők 16. legjobb bírójának rangsorolta, holtversenyben Oscar Julián Ruiz Acosta és Juan Carlos Loustau társaságában.
- az IFFHS 1987/2011 évadokról tartott nemzetközi szavazásán 151 játékvezető besorolásával minden idők 31. legjobb bírójának rangsorolta.

## Sportvezetőként
Aktív pályafutását követően az UEFA Játékvezető Bizottságánál nemzetközi játékvezető ellenőrként tevékenykedik.